# Escheburg
Escheburg ist eine Gemeinde im Kreis Herzogtum Lauenburg in Schleswig-Holstein. Voßmoor liegt im Gemeindegebiet.

## Geographie

### Geographische Lage
Das Gemeindegebiet von Escheburg erstreckt sich zu beiden Seiten am Übergang der naturräumlichen Haupteinheiten Lauenburger Geest (Nr. 696) und Unterelbeniederung (Nr. 67) im Osten von Hamburg und westlich von Geesthacht. Es grenzt dabei unmittelbar an die südöstliche Landesgrenze Hamburgs bei dessen Stadtteil Altengamme.

### Geologie
Der Ort Escheburg liegt unmittelbar am waldreichen Geesthang. Der Steilhang stellte in der Vorgeschichte das nördliche Ufer des Elbe-Urstromtals dar. Er bildete sich gegen Ende der letzten Eiszeit, der Weichsel-Kaltzeit, vor etwa 14.500 Jahren, als die auf dem Gebiet des heutigen Nord- und Nordostdeutschland stehen gebliebenen Gletscher schmolzen und die Schmelzwassermassen über das Elbe-Urstromtal in das tiefer liegende Becken der heutigen Nordsee abflossen. Die Geologie der Region ist in dieser Hinsicht über die Jahrtausende unverändert geblieben und erstreckt sich von Hamburg-Bergedorf über Börnsen und Escheburg bis nach Geesthacht.

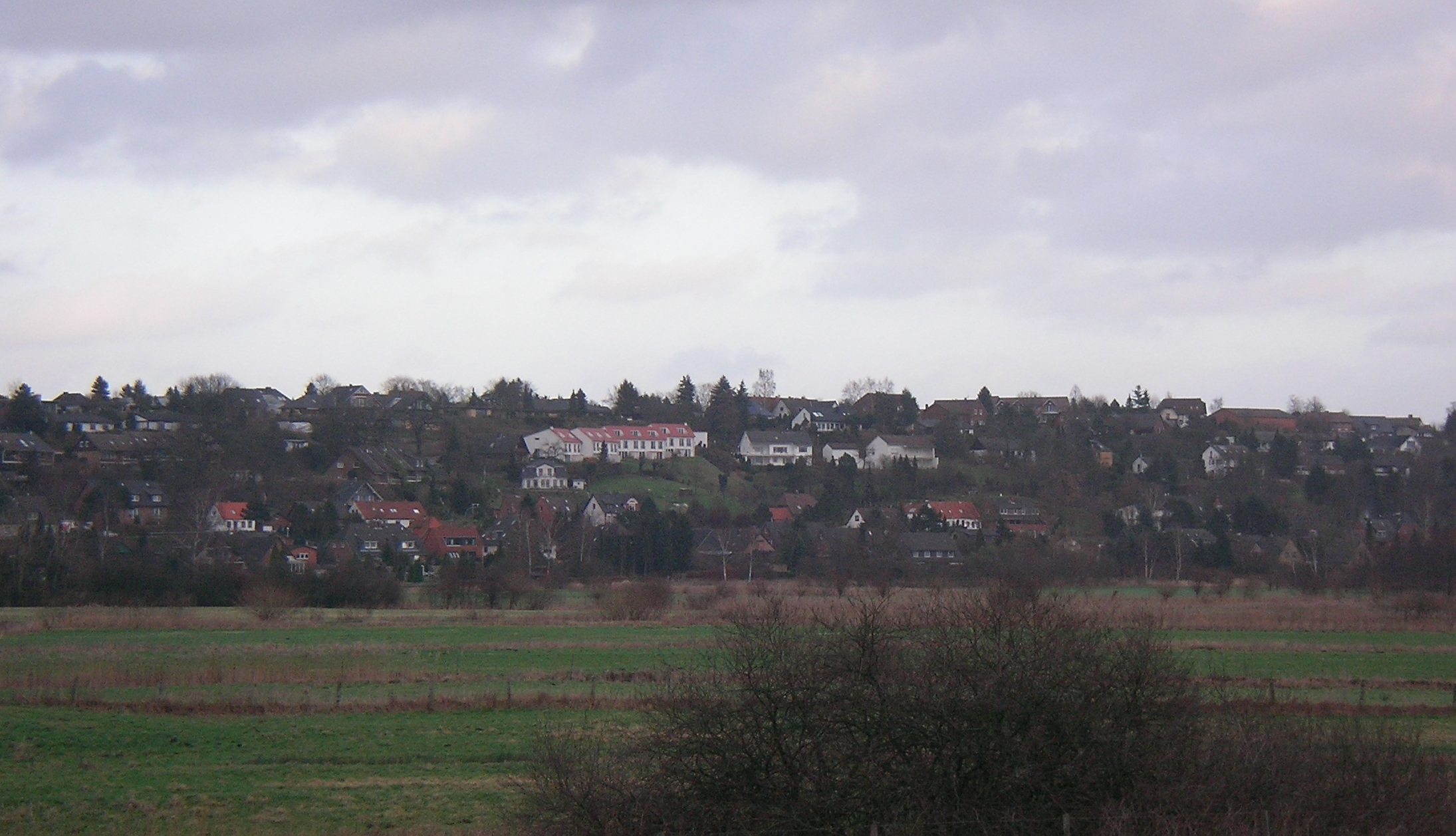
Geesthangbebauung

Der Ort Escheburg liegt im Wesentlichen auf der Geest, also dem oberen, trockeneren Teil, und erstreckt sich lückenlos über den Hang bis in die feuchtere Marsch.
Das Besondere an der Geologie des Ortes ist unter anderem der aufgrund des Steilhangs vorhandene und für diese Region beachtliche Höhenunterschied von etwa 50 Metern innerhalb der Ortschaft. Dadurch entstehen mehrere Straßen mit hoher Steigung bzw. starkem Gefälle (bis neun Prozent). Die hohe Lage erlaubt einen weiten Blick über die Vier- und Marschlande des Hamburger Bezirks Hamburg-Bergedorf bis zu den Harburger Bergen im Norden Niedersachsens.
Der Bach Dalbek trennt die Gemeinde Escheburg von ihrer Nachbargemeinde Börnsen. Zwischen den Orten liegt das bewaldete Naturschutzgebiet Dalbekschlucht, das westlich unmittelbar an Escheburg grenzt und seine Geologie – wie das bewaldete Bistal im Osten – wesentlich mitbestimmt.

### Ortsteile
Die Gemeinde Escheburg umfasst die Wohnplätze des namenstiftenden Dorfes, der Häusergruppe Bistal und der Siedlung Vossmoor.

### Siedlungsstruktur

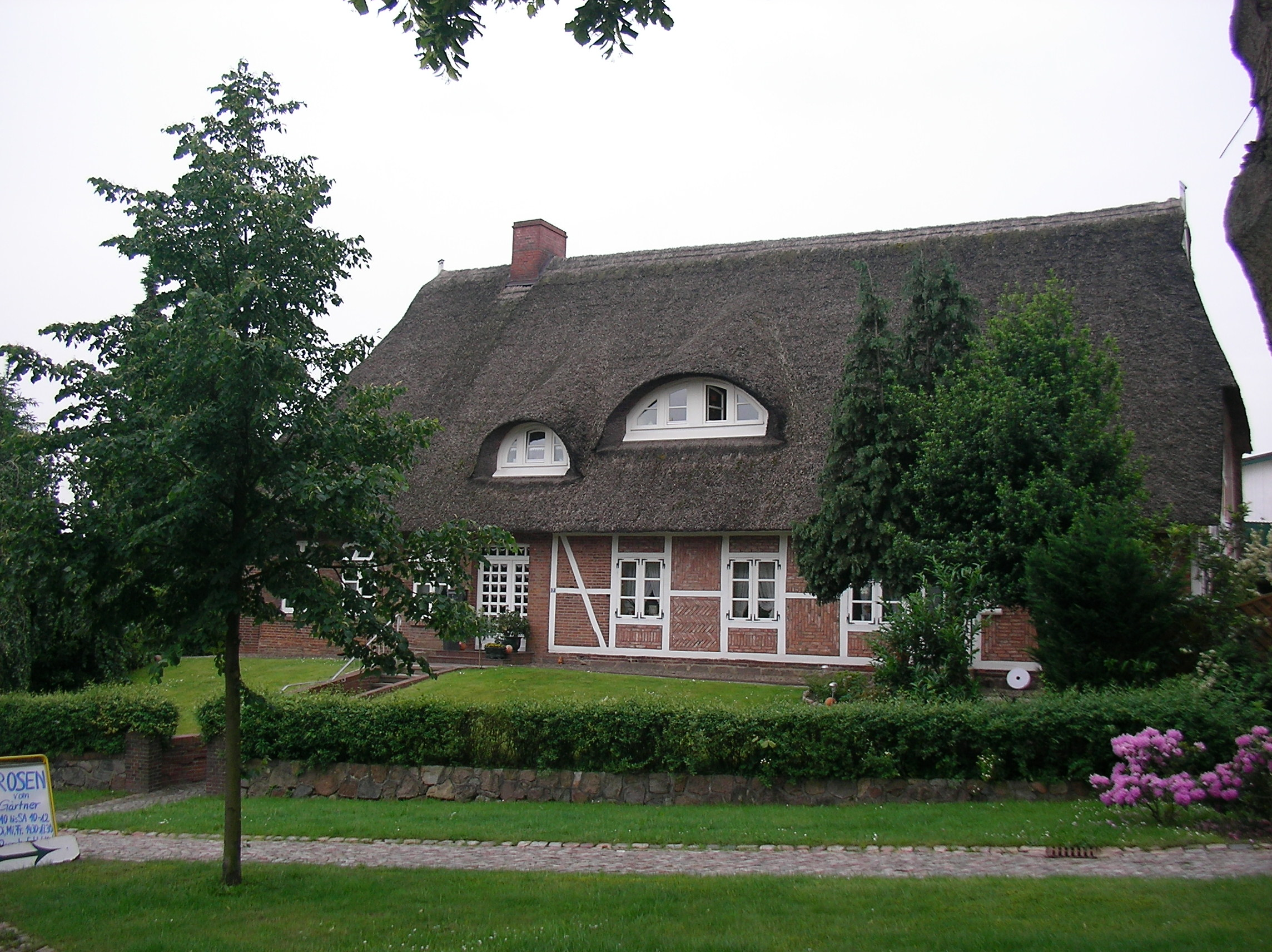
Bauernhaus

Escheburg besteht größtenteils aus Einfamilienhäusern (Einzel-, Doppel- und Reihenhäusern). Entlang des Stubbenbergs liegen auch vereinzelte zweigeschossige Häuser mit Eigentums- und Mietwohnungen.
Neben historischen Bauernhäusern gibt es auch villenartige Wohngebäude aus der Gründerzeit oder Neubauten aus späteren Zeiträumen. Neben den Bestandsbauten wird das Ortsbild auch von kleineren Neubaugebieten geprägt. Sie wurden vorwiegend von Familien aus dem Umland, insbesondere aus Hamburg, bezogen, die der Gemeinde ab den 1990er-Jahren eine höhere Anzahl einkommensteuerstarker Nettozahler bescherte. Regelmäßige Ausweisungen von neuen Wohngebiete waren im Jahr 1990 Rehmenkoppel, 1994 folgte Am Grüppental und 2001 Neubaugebiet Am Soll. Im Jahr 2004 folgte Hohenstein, 2005 das kleine Neubaugebiet Ahornweg. Die Neubaugebiete bestehen aus Einzel-, Doppel- und Reihenhäusern.

## Geschichte

Escheburg 1906

Der Ort Escheburg entstand im Rahmen der hochmittelalterlichen Ostsiedlung und fand erstmals 1319 urkundliche Erwähnung. Escheburg war dem Kirchspiel Bergedorf zugeordnet, auch nachdem das Kloster Reinbek 1370 die Grundherrschaft übernahm. Nach der Auflösung des Klosters im Zuge der Reformation gehörte Escheburg dem herzoglichen Amt in Schwarzenbek an.
Im Jahre 1598 ordneten sich die kirchlichen Verhältnisse neu und Hohenhorn war neuer Kirchort. Escheburg hatte wie viele lauenburgische Dörfer unter den Folgen des Dreißigjährigen Krieges zu leiden, da es an einer wichtigen Straße (etwa entlang der ehemaligen B 5) liegt, die zu den früheren Elbfurten führte.

Escheburg 1906

Von 1650 bis 1838 war Escheburg eine wichtige Poststation auf der Strecke von Lauenburg nach Hamburg. Nachdem der letzte Herzog von Sachsen-Lauenburg 1689 gestorben war, fiel auch der Ort Escheburg an Braunschweig-Lüneburg. 1705 erbte das Land der Kurfürst von Hannover. Es begann die „hannöversche“ Zeit, die so genannte Welfenbrücke von 1777 im Ortsteil Vossmoor zeugt von ihr. Es wurde eine neue Verwaltung eingeführt und die vielen Flurparzellen zu größeren Einheiten „verkoppelt“. So entstand das Aussehen der heutigen Feldflur mit den Knicks und Reddern.

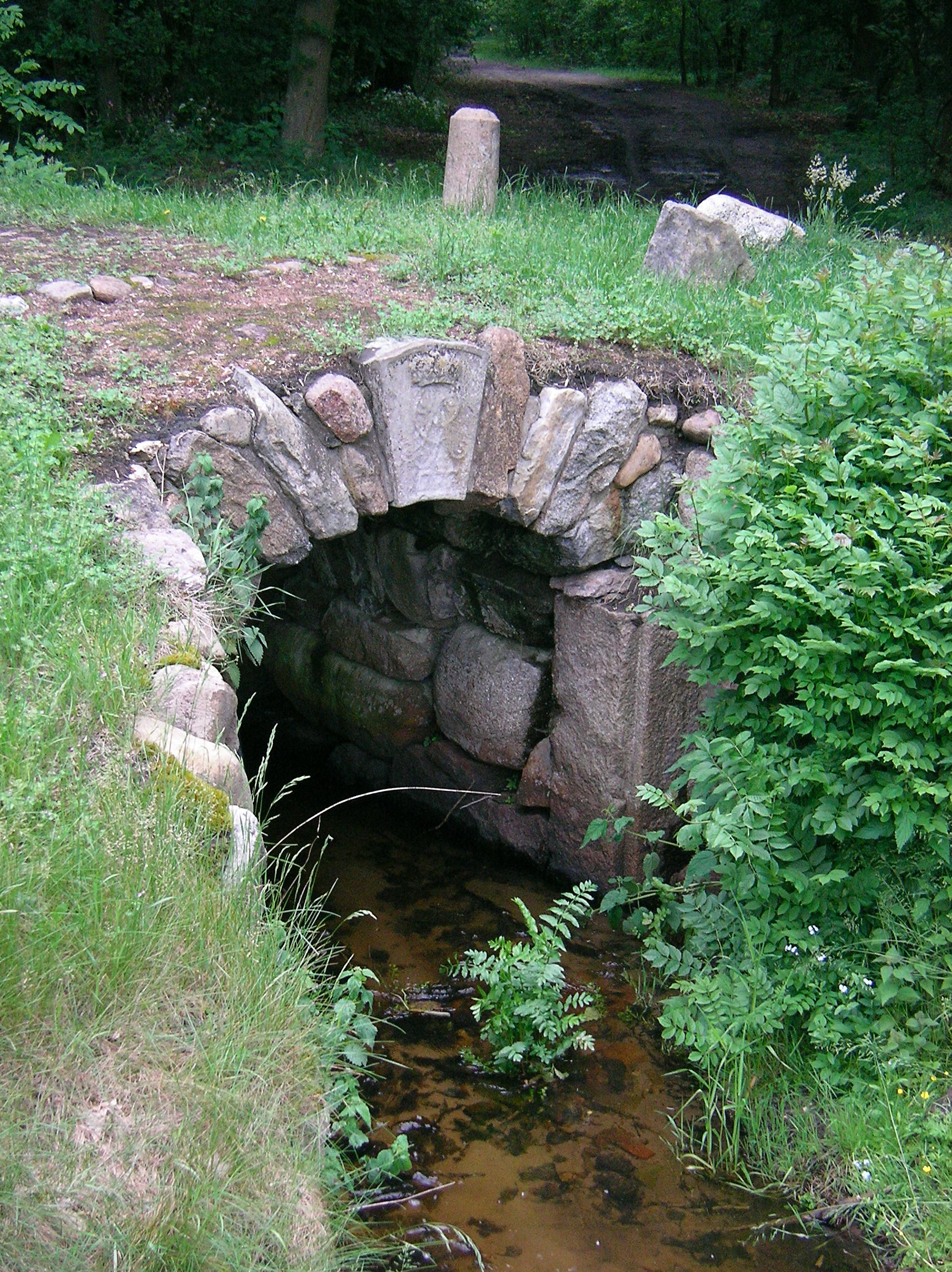
Welfenbrücke von 1777

Im Rahmen der französischen Besatzung, Anfang des 19. Jahrhunderts, war Escheburg Mairie für die umliegenden Dörfer. Nach dem Wiener Kongress 1815 wurde Dänemark neuer Landesherr, 1866 dann Preußen, um 1876 als Ort des Kreises Herzogtum Lauenburg in die Provinz Schleswig-Holstein eingegliedert zu werden. Nach Gründung der Bergedorf-Geesthachter Eisenbahn erhielt Escheburg 1906 einen Bahnhof. Dieser bildete den Kern für neue Wohnhäuser entlang der Alten Landstraße, die großenteils Handwerker und Arbeiter erbauten. Erlöse aus dem Maiblumenanbau halfen vielen bei der Finanzierung.
Im Zweiten Weltkrieg mussten viele ausgebombte Hamburger und Flüchtlinge aus dem Osten aufgenommen werden. Die Einwohnerzahl verdoppelte sich sprunghaft von 560 im Jahr 1939 auf 968 im Jahr 1946. Es entstanden neue Wohnsiedlungen.
Seit den 1960er Jahren zogen auch viele Hamburger nach Escheburg. Über Jahrhunderte hinweg prägte die Landwirtschaft die Gemeinde. Heute prägt den Ort insbesondere die Nähe zu Hamburg und die Landwirtschaft spielt kaum noch eine Rolle.

## Einwohnerentwicklung

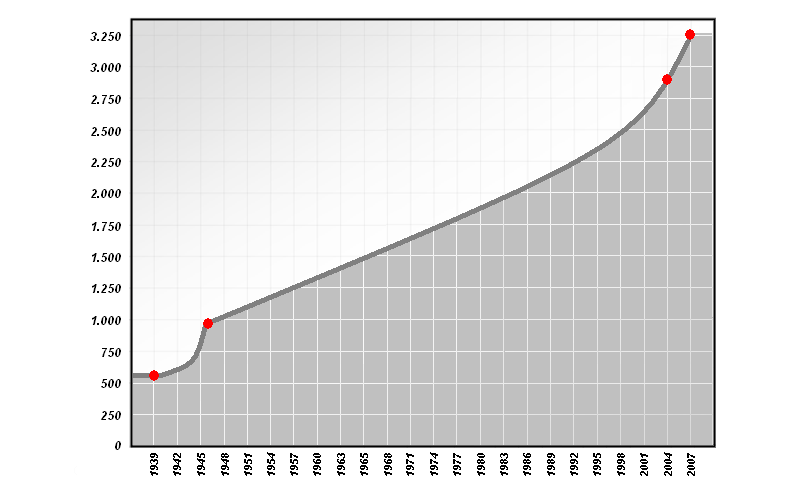
Einwohnerentwicklung

In der Zeit von 1939 bis 2003 hatte sich die Einwohnerzahl mehr als verfünffacht. Diese kontinuierliche Zunahme der Bevölkerung hielt auch in der jüngeren Vergangenheit an. Denn die Anzahl der Zuzüge überstieg die Anzahl der Fortzüge deutlich. Die Einwohnerzahl stieg weiter, allein in der Zeit von 2003 bis 2007 von 2884 auf 3254. Am 31. Dezember 2014 hatte Escheburg 3345 Einwohner.

## Politik

### Gemeindevertretung
Bei der Kommunalwahl am 14. Mai 2023 wurden insgesamt 17 Sitze vergeben. Von diesen erhielt die Escheburger Wählergemeinschaft sieben Sitze, die CDU vier Sitze und die SPD und die Grünen jeweils drei Sitze.

### Bürgermeisterin
Olga Heidebrecht von der EWG wurde einstimmig zur Bürgermeisterin gewählt.

### Wappen
Blasonierung: „In Grün unter zwei silbernen Maiblumenstengeln eine aus behauenen Quadern bestehende goldene Brücke, deren Schlussstein unter einer Fürstenkrone die verschlungenen Buchstaben G und R aufweist.“
Die beiden Blumen beziehen sich auf die seit dem vorigen Jahrhundert im Gemeindeteil Escheburg betriebene Maiblumenkultur. Für den Gemeindeteil Vossmoor ist im Wappen die 1777 dort errichtete Brücke abgebildet.

## Kultur und Sehenswürdigkeiten
In der Liste der Kulturdenkmale in Escheburg stehen die in der Denkmalliste des Landes Schleswig-Holstein eingetragenen Kulturdenkmale.

### Naturdenkmal

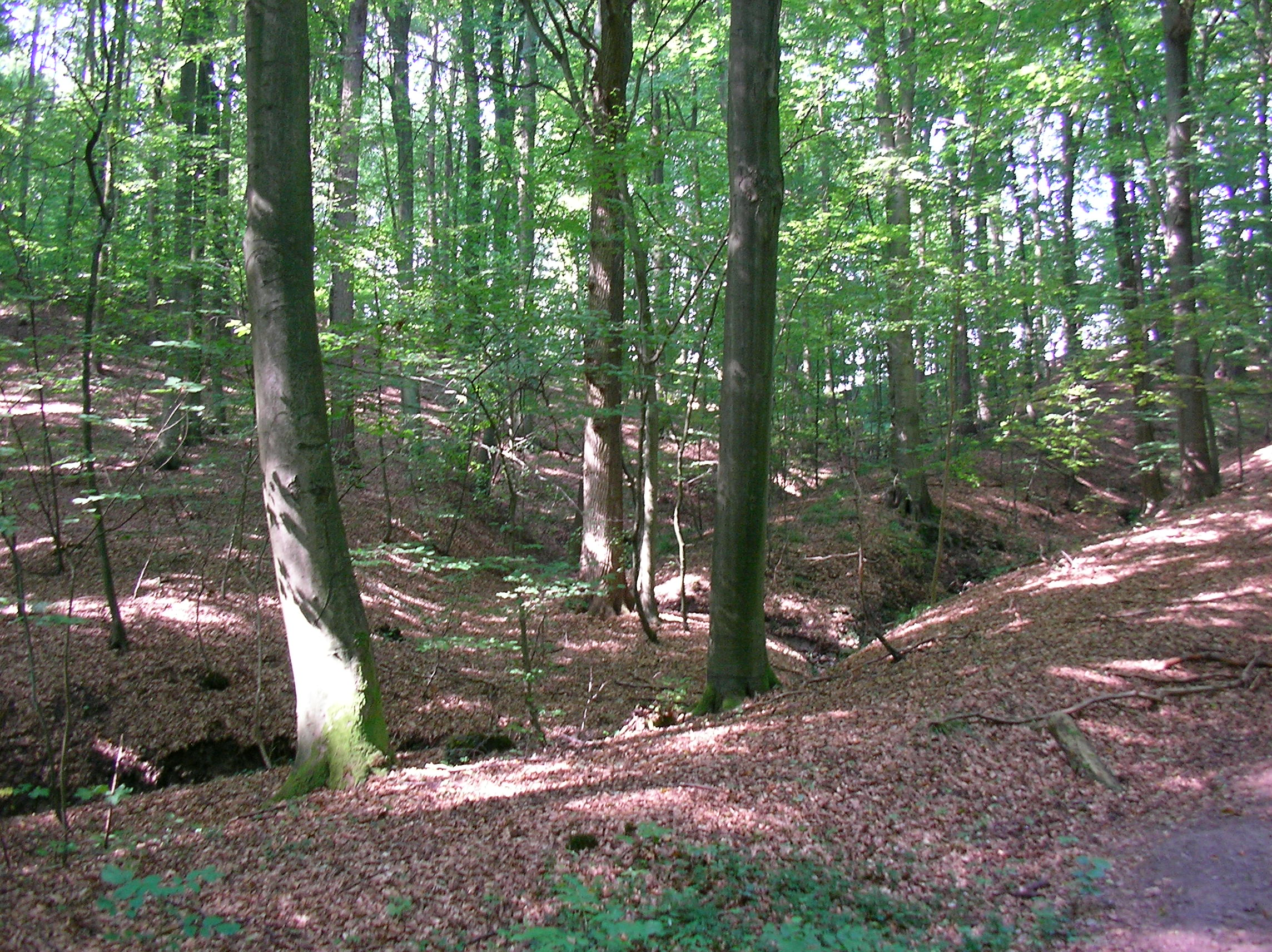
Dalbekschlucht

Im Westen der Gemeinde Escheburg liegt das 66 Hektar große Naturschutzgebiet Dalbekschlucht. Das Naturschutzgebiet ist ein bewaldetes und tief in die Steilhänge eingeschnittenes Bachschluchtsystem, das durch den Bach Dalbek durchquert wird und vor etwa 18.000 bis 14.500 Jahren entstanden ist. Zu dieser Zeit kamen die Gletscher auf dem Gebiet Holsteins zum Stehen und deren Schmelzwassermassen gruben sich ihren Weg zum Elbe-Urstromtal tief in die Erde. Durch die tiefen Erosionen konnten Einblicke in das mindestens 65 Millionen Jahre zurückliegende Erdzeitalter des Tertiär gewonnen werden.
Im Osten der Gemeinde Escheburg liegt das ebenfalls bewaldete und auf ähnliche Art entstandene, etwa gleich große Bistal.

### Archäologisches Denkmal

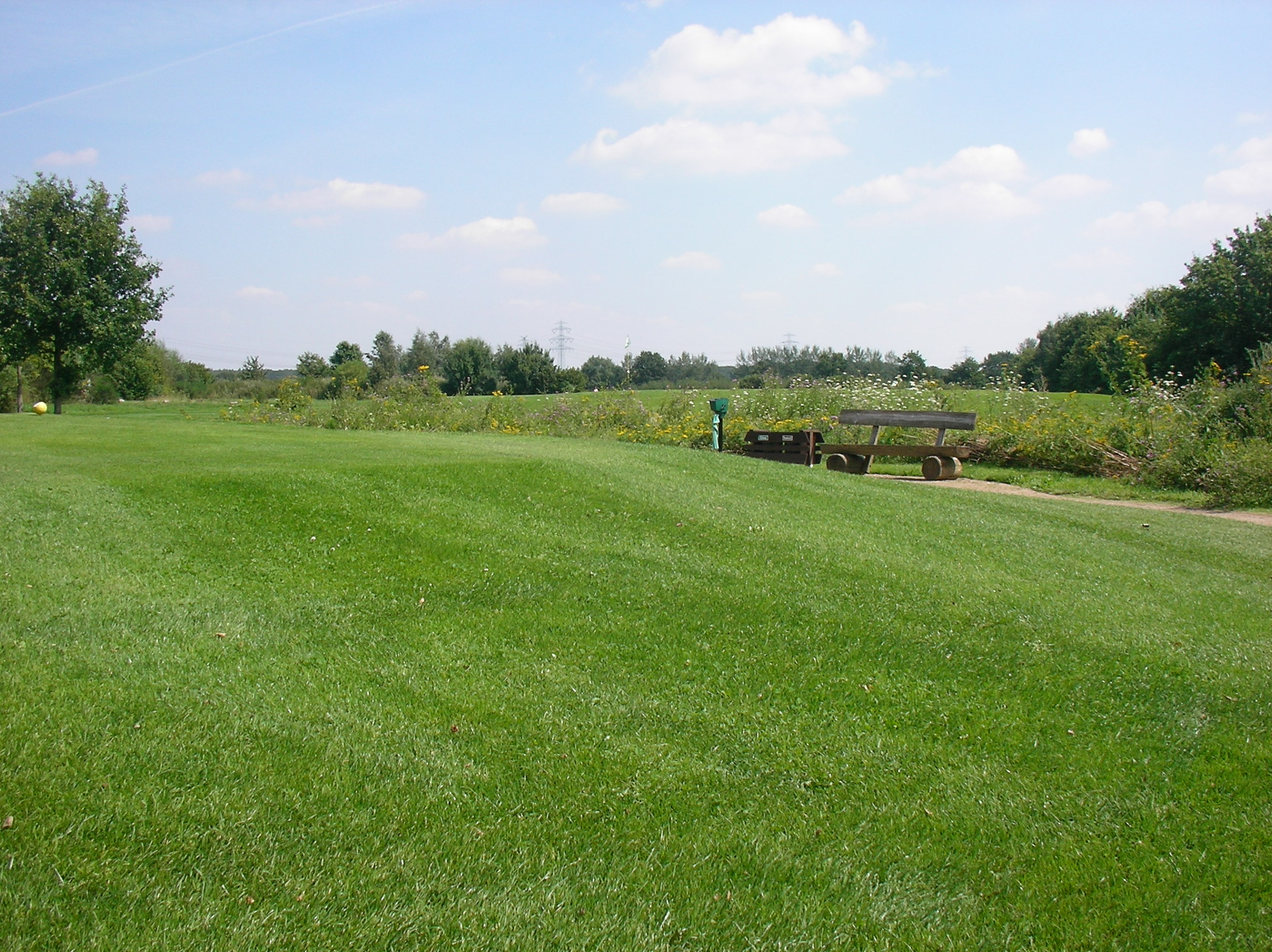
Grabhügel

Im nordöstlichen Teil der Gemeinde Escheburg liegen 33 überpflügte vorgeschichtliche Grabhügel. Sie stammen wahrscheinlich aus der frühen Bronzezeit und haben vereinzelt einen Durchmesser von bis zu etwa 30 Metern. Sie weisen nur noch eine geringe Höhe auf. Der Bereich wird heute als Golfplatz genutzt.
Die Grabhügel wurden angelegt, indem zunächst Baum- oder Bohlensärge auf der Geländeoberfläche niedergelegt wurden, die dann zumeist eine Ummantelung aus kopfgroßen Rollsteinen erhielten. Anschließend wurden diese mit einem Erdhügel bedeckt. Ein Steinkreis um den Grabhügel sorgte für den äußeren Halt. In der späten Bronzezeit, in der nachfolgenden Eisenzeit bis hin in die Völkerwanderungszeit wurde die Asche der Verstorbenen in Urnen gesammelt. In der Region um Escheburg wurden die Urnen im Hügelmantel schon bestehender Grabhügel beigesetzt.

## Wirtschaft und Infrastruktur

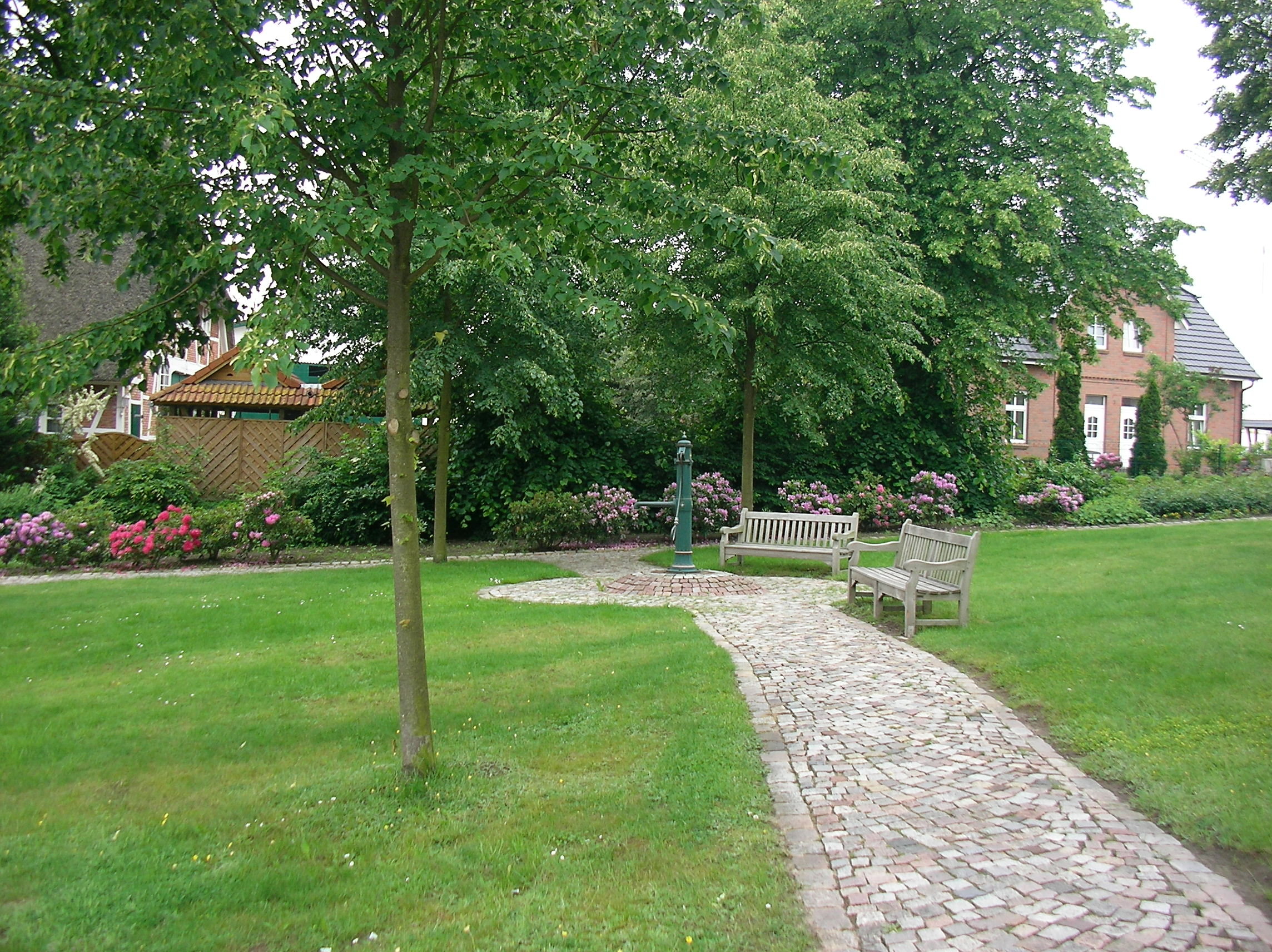
Dorfplatz

Die Infrastruktur Escheburgs ist relativ schwach ausgeprägt. Es existieren neben einem REWE Markt mit einer Bäckerei im Neubaugebiet Lange Stücken, noch eine weitere Bäckerei am Dorfplatz. Die nächsten großen Supermärkte, Einkaufszentren und Fußgängereinkaufszonen liegen in Wentorf bei Hamburg, Hamburg-Bergedorf und Geesthacht. Es existieren zwei Restaurants, davon einer im Alten Bahnhof und ein anderer am Golfplatz. Ebenso haben sich keine Ärzte in Escheburg niedergelassen. Die nächsten Krankenhäuser liegen in Hamburg, Reinbek und Geesthacht.
Der Ort verfügt über eine Grundschule (verlässliche Ganztagsschule) und über zwei Kindergärten; des Weiteren über einen Sportverein mit einem, im Jahre 2016 errichteten, Kunstrasenplatz, die Freiwillige Feuerwehr Escheburg mit einer Jugendwehr, einen Golfplatz und eine Kirche.

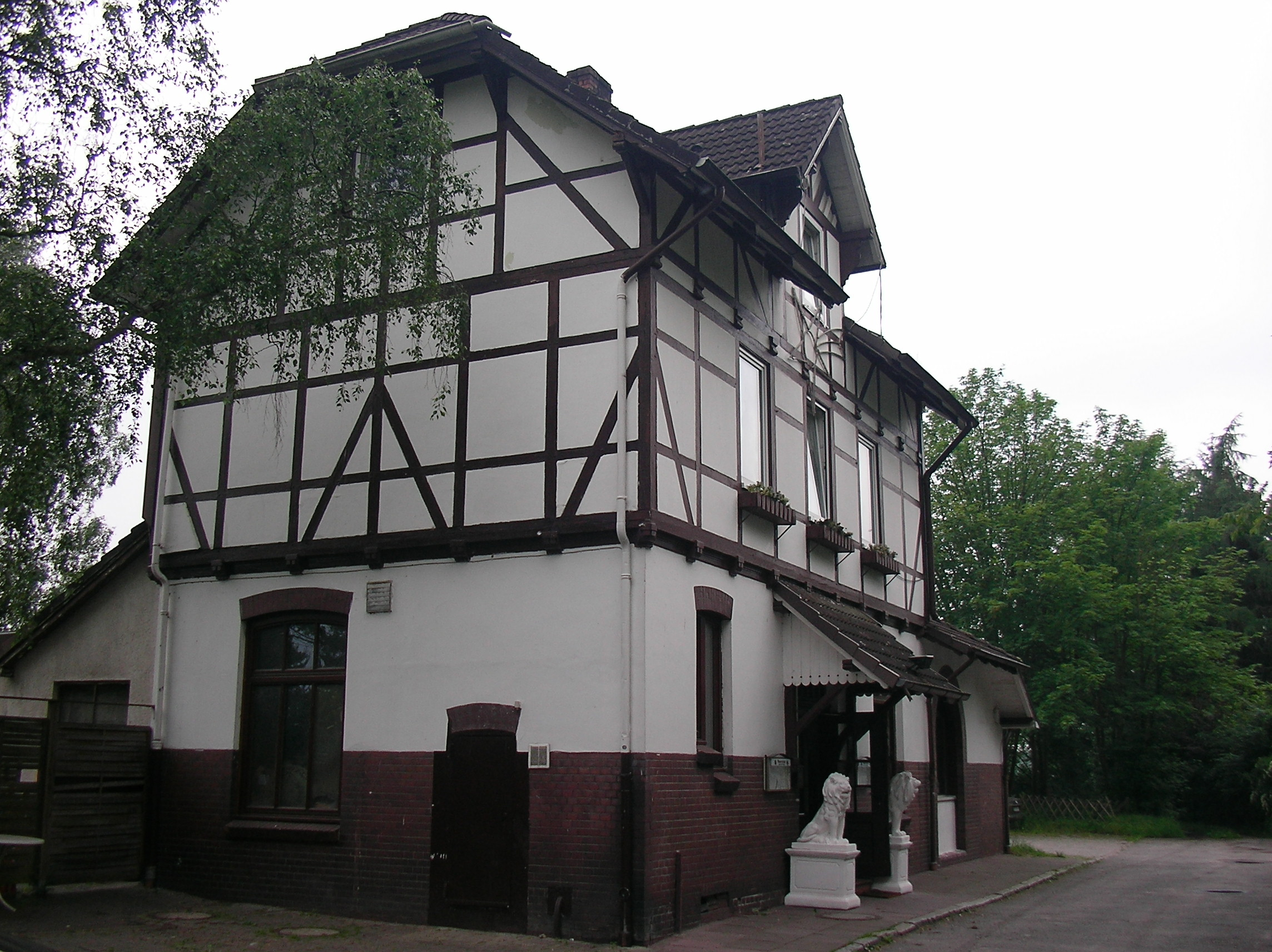
Alter Bahnhof

Escheburg ist an den Hamburger Verkehrsverbund angeschlossen und wird vom Linienbus mit der Kennung 8890 frequentiert. Die ehemalige Bundesstraße 5 durchquert Escheburg und führt im Osten nach Geesthacht und im Westen durch Hamburg-Bergedorf weiter nach Hamburg. Die in der Nähe gelegene Bundesstraße 404 führt im Norden nach Kiel und im Süden nach Lüneburg. Die Autobahnanschlussstelle Geesthacht ist drei Kilometer, die Anschlussstelle Hamburg-Curslack ist sechs Kilometer entfernt. Die Bundesautobahn 25 (Marschenlinie) führt auf die Bundesautobahn 1 nach Lübeck und Bremen und über die Bundesautobahn 255 unmittelbar ins Hamburger Zentrum.
Die Eisenbahn-Strecke von Hamburg-Bergedorf nach Geesthacht wird nur noch für gelegentlichen Güterverkehr und von der Museumseisenbahn der Arbeitsgemeinschaft Geesthachter Eisenbahn genutzt.